# دانشکده مهندسی برق دانشگاه صنعتی امیرکبیر
دانشکده مهندسی برق دانشگاه صنعتی امیرکبیر یکی از قدیمی‌ترین و بزرگ‌ترین  دانشکده‌های دانشگاه صنعتی امیر کبیر، در سال ۱۳۳۷ فعالیت‌های آموزشی و پژوهشی خود را با دو گرایش  الکترونیک و قدرت  در دوره کارشناسی آغاز نمود. گروه مخابرات در سال ۱۳۶۷ و گروه کنترل در سال ۱۳۷۵ آغاز به فعالیت نمود. این دانشکده هم‌اکنون با بهره‌مندی بیش از ۵۰ نفر از اعضای هیئت علمی در کلیه گرایش‌های مهندسی برق (قدرت، الکترونیک، مخابرات، کنترل) در سطح کارشناسی، کارشناسی ارشد و دکترا دانشجو می‌پذیرد.
این دانشکده، از سال ۱۳۷۹ به عنوان تنها قطب علمی کشور در گرایش قدرت شناخته می‌شود. همچنین در گرایش الکترونیک از سال ۱۳۹۱ به عنوان قطب علمی سامانه‌های پردازش دیجیتال، در گرایش کنترل از سال ۱۳۹۱ قطب علمی کنترل و رباتیک و در گرایش مخابرات از سال ۱۳۸۴ به عنوان قطب علمی مخابرات رادیویی شناخته می‌‌شود.

## استادان نامدار
- مهرداد عابدی، استاد برجسته مهندسی قدرت ایران.
- حسن غفوری‌فرد، سیاست‌مدار و وزیر سابق نیرو.
- سید احمد معتمدی، وزیر سابق ارتباطات و فناوری اطلاعات.
- جعفر میلی‌منفرد، معاون وزارت علوم، تحقیقات و فناوری در دوره های مختلف.
- سید کمال‌الدین یادآور نیک‌روش، وزیر سابق کشور.
- گئورک قره‌پتیان (استاد نمونه کشور[۳])